# Liste de gares en Espagne
Cette liste de gares en Espagne a pour objectif de rassembler l'ensemble des articles sur les gares ferroviaires, existantes ou ayant existé, situées en territoire de l'Espagne. 
C'est une liste alphabétique comprenant un classement par Communauté autonome, qui inclut gares en service et, en italique, gares fermées ou désaffectées. Les gares principales des grandes villes sont indiquées en gras.

## Andalousie
Gares en service
- Gare de l'aéroport de Malaga-Costa del Sol
- Gare d'Algésiras
- Gare d'Aljaima
- Gare d'Almería
- Gare d'Álora
- Gare d'Antequera-Santa Ana
- Gare de Benalmádena-Arroyo de la Miel
- Gare de Cadix
- Gare de Campanillas
- Gare de Cártama
- Gare de Carvajal
- Gare de Cordoue-Central
- Gare de Dos Hermanas
- Gare d'El Pinillo
- Gare d'El Puerto de Santa María
- Gare de Fuengirola
- Gare de Grenade
- Gare de Guadalhorce
- Gare de Jaén
- Gare de Jerez de la Frontera
- Gare de La Colina
- Gare de Loja
- Gare de Los Álamos
- Gare de Los Boliches
- Gare de Los Prados
- Malaga (Centro Alameda, María Zambrano)
- Gare de Marchena
- Gare de Montemar-Alto
- Gare d'Osuna
- Gare de Pedrera
- Gare de Pizarra
- Gare de Plaza Mayor
- Gare de Puente Genil-Herrera
- Gare de Ronda
- San Fernando (Bahía Sur, Centro)
- Gare de San Julián
- Séville (Majarabique, San Bernardo, Santa Justa)
- Gare de Torreblanca
- Gare de Torremolinos
- Gare de Torremuelle
- Gare de Victoria Kent

## Aragon
Gares en service
- Gare d'Anzánigo
- Gare d'Ariza
- Gare d'Ateca
- Gare d'Ayerbe
- Gare de Binéfar
- Gare de Cabañas de Ebro
- Gare de Calatayud
- Gare de Caldearenas-Aquilué
- Gare internationale de Canfranc
- Gare de Cariñena
- Gare de Caspe
- Gare de Castiello-Pueblo
- Gare de Cetina
- Gare de Grañén
- Gare de Huesca
- Gare de Jaca
- Gare de Longares
- Gare de Luceni
- Gare de María de Huerva
- Gare de Monzón-Río Cinca
- Gare de Plasencia del Monte
- Gare de Riglos
- Gare de Sabiñanigo
- Gare de Santa María y La Peña
- Saragosse (Delicias, Goya, Miraflores, Portillo)
- Gare de Sariñena
- Gare de Selgua
- Gare de Tardienta
- Gare de Terrer
- Gare de Teruel
- Gare d'Utebo
- Gare de Villanúa
- Gare de Villanueva de Gállego
- Gare de Zuera

Gares fermées ou désaffectées
- Gare de Castiello
- Gare de Riglos-Concilio

## Asturies
Gares en service
- Gare de Gijón
- Gare d'Oviedo

## Pays basque
Gares en service
- Gare d'Amara-Donostia
- Gare de Beasain
- Bilbao (Abando-Indalecio-Prieto, Atxuri, Concordia, Lutxana)
- Gare de Brinkola
- Gare de Desertu-Barakaldo
- Irun (Irun, Colon, Ficoba, Ventas de Irun)
- Gare de Legazpi
- Gare de Lezo-Rentería
- Pasaia (Pasaia (ADIF), Pasaia (Euskotren Trena))
- Saint-Sébastien (Gros, Saint-Sébastien)
- Gare de Vitoria-Gasteiz
- Gare de Zumárraga

## Cantabrie
Gares en service
- Gare de Santander
- Gare de Torrelavega

## Catalogne
Gares en service
- Gare de l'aéroport El Prat
- Barcelone (Arc de Triomf, El Clot-Aragó, França, Les Planes, Passeig de Gràcia, La Sagrera-Meridiana, Sant Andreu, Sants)
- Gare de Blanes
- Gare de Bordils-Juià
- Gare de Caldes de Malavella
- Gare de Calella
- Gare de Camallera
- Gare de Cardedeu
- Gare de Celrà
- Gare de Cervera
- Gare de Colera
- Figueras (Figueras, Vilafant)
- Gare de Flaçà
- Gare de Fornells de la Selva
- Gare de Gérone
- Gare de Granollers Centre
- Gare de Gualba
- Gare de Hostalric
- Gare de L'Hospitalet de Llobregat
- Gare de La Llagosta
- Gare de La Pobla de Segur
- Gare de La Molina
- Gare de Lérida Pyrénées
- Gare de Les Franqueses - Granollers Nord
- Gare de Llançà
- Gare de Llinars del Vallès
- Gare de Maçanet-Massanes
- Gare de Martorell-Central
- Gare de Mataró
- Gare de Molins de Rei
- Gare de Mollet-Sant Fost
- Montcada i Reixac (Montcada i Reixac, Bifurcation)
- Montgat (Montgat, Nord)
- Gare de Montmeló
- Gare de Palautordera
- Gare de Portbou
- Gare de Puigcerdà
- Reus (Gare de Reus, Gare de Reus-Bellissens)
- Gare de Ribes de Freser
- Gare de Riells i Viabrea - Breda
- Gare de Ripoll
- Gare de Riudellots
- Gare de Salou-Port Aventura
- Gare de Sant Adrià de Besòs
- Gare de Sant Celoni
- Gare de Sant Jordi Desvalls
- Gare de Sant Miquel de Fluvià
- Gare de Sant Pol de Mar
- Gare de Sant Quirze de Besora
- Gare de Sant Vicenç de Calders
- Gare de Sils
- Tarragone (Tarragone, Camp)
- Gare de Vilajuïga
- Gare de Vilamalla

Gares fermées ou désaffectées
- Barcelone (Magòria, Gare du Nord)
- Gare de Peralada
- Gare de Platja de Garbet
- Gare de Tonyà

## Castille-et-León
Gares en service
- Gare d'Ávila
- Gare de Briviesca
- Gare de Burgos Rosa Manzano
- Gare de Miranda de Ebro
- Gare de León
- Gare d'Olmedo
- Gare de Palencia
- Gare de Pancorbo
- Gare de Ponferrada
- Gare de Salamanque
- Gare de Ségovie-Guiomar
- Gare de Soria
- Valladolid (Campo Grande, La Esperanza)
- Gare de Zamora

Gares fermées ou désaffectées
- Gare de Valladolid-Campo de Béjar

## Castille-La Manche
Gares en service
- Gare d'Albacete-Los Llanos
- Gare d'Alcázar de San Juan
- Ciudad Real (Central, Aéroport)
- Gare de Cuenca-Fernando Zóbel
- Guadalajara (Guadalajara, Yebes)
- Gare de Puertollano
- Gare de Tolède

## Estrémadure
Gares en service
- Gare de Badajoz
- Gare de Cáceres
- Gare de Mérida
- Gare de Plasencia

## Galice
Gares en service
- Gare de Ferrol
- Gare de La Corogne-San Cristóbal
- Gare de Lugo
- Gare de Monforte de Lemos
- Gare de Ourense-Empalme
- Gare de Pontevedra
- Gare de Pontevedra-Universidad
- Gare de Saint-Jacques-de-Compostelle
- Gare de Vigo-Urzaiz

## Navarre
Gares en service
- Gare d'Altsasu
- Gare de Pampelune

## Communauté de Madrid
Gares en service
- Gare de Getafe Central
- Madrid (Atocha, Chamartín-Clara Campoamor, El Pozo, Entrevías, Principe Pío, Sol, Vallecas)

## Région de Murcie
Gares en service
- Gare de Carthagène
- Gare de Lorca-San Diego
- Gare de Lorca-Sutullena
- Gare de Murcie del Carmen

## La Rioja
Gares en service
- Gare de Logroño

## Communauté valencienne
Gares en service
- Gare d'Alcalà de Xivert
- Gare d'Alicante-Terminal
- Gare de Benicarló-Peníscola
- Gare de Castellón de la Plana
- Elche (AV, Carrús, Parque, Torrellano)
- Gare d'Orihuela
- Gare de Requena-Utiel
- Gare de Sagunto
- Valence (Sant Isidre, Cabanyal, Nord, Central, Joaquín Sorolla
- Gare de Vinaròs
- Gare de Xàtiva